# Badger (Dakota du Sud)
Pour les articles homonymes, voir Badger.
Badger est une municipalité américaine située dans le comté de Kingsbury, dans l'État du Dakota du Sud. Selon le recensement de 2010, elle compte 107 habitants. La municipalité s'étend sur 1,06 milles carrés (2,75 km2).
Le nom de la localité, fondée en 1906, signifie « blaireau » en anglais. Ce toponyme provient d'un lac voisin (Lake Badger), ainsi nommé par les explorateurs Frémont et Nicollet.

## Démographie
| 1920 | 1930 | 1940 | 1950 | 1960 | 1970 |
| ---- | ---- | ---- | ---- | ---- | ---- |
| 162  | 163  | 170  | 180  | 117  | 122  |

| 1980 | 1990 | 2000 | 2010 | - | - |
| ---- | ---- | ---- | ---- | - | - |
| 99   | 114  | 144  | 107  | - | - |